# Liste der Baudenkmale in Edewecht
In der Liste der Baudenkmale in Edewecht sind die Baudenkmale der niedersächsischen Gemeinde Edewecht und ihrer Ortsteile aufgelistet. Der Stand der Liste ist der 4. Februar 2023. Die Quelle der Baudenkmale und der Beschreibungen ist der Denkmalatlas Niedersachsen.

## Allgemein
In den Spalten befinden sich folgende Informationen:
- Lage: die Adresse des Baudenkmales und die geographischen Koordinaten. Kartenansicht, um Koordinaten zu setzen. In der Kartenansicht sind Baudenkmale ohne Koordinaten mit einem roten Marker dargestellt und können in der Karte gesetzt werden. Baudenkmale ohne Bild sind mit einem blauen Marker gekennzeichnet, Baudenkmale mit Bild mit einem grünen Marker.
- Bezeichnung: Bezeichnung des Baudenkmales
- Beschreibung: die Beschreibung des Baudenkmales. Unter § 3 Abs. 2 NDSchG werden Einzeldenkmale und unter § 3 Abs. 3 NDSchG Gruppen baulicher Anlagen und deren Bestandteile ausgewiesen.
- ID: die Objekt-ID des Baudenkmales
- Bild: ein Bild des Baudenkmales, ggf. zusätzlich mit einem Link zu weiteren Fotos des Baudenkmals im Medienarchiv Wikimedia Commons. Wenn man auf das Kamerasymbol klickt, können Fotos zu Baudenkmalen aus dieser Liste hochgeladen werden:

## Edewecht

### Gruppe: St. Nikolai
Die Gruppe hat die ID 35625734. Auf tw. ummauertem Friedhof mit wenigen älteren Grabsteinen gelegene Kirche aus dem 13. Jh., südwestlich freistehender Glockenstuhl.

| Lage                                     | Bezeichnung | Beschreibung | ID       | Bild           |
| ---------------------------------------- | ----------- | --- | -------- | -------------- |
| Hauptstraße 45 53° 7′ 46″ N, 7° 59′ 5″ O | St.-Nikolai | Saalkirche in Backsteinbauweise auf Granitquadersockel unter Satteldach aus 13. Jh. 1378 Erweiterung um Choranbau mit geraden Abschluss, Giebel mit vermauerten Spitzbogenfenster und Blendbögen. An Längsseiten Rundbogenfenster und Strebepfeiler. Westgiebel Anfang 16. Jh. Im Inneren zweijochiges Kirchenschiff, beide Joche und Chorjoch 1378 mit gebusten Kreuzrippengewölben eingewölbt, abgetreppte Wandpfeiler und vorgestellte Säulen deuten darauf hin, dass Einwölbung im 13. Jh. geplant war. In Gewölbekappen Darstellung der Krönung Marias und des Jüngsten Gerichts aus späten 15. Jh., 1907 restauriert. Ausstattung mit Schnitzaltar von 1520/25, aus der Schule des Meisters von Osnabrück stammend, Mittelrelief zeigt Kreuzigung, seitlich: Passionsgeschichte. Kanzel 1652 von Tönnies Mahler aus Leer mit Reliefs, sowie Darstellungen der Evangelisten und Apostel. Emporen an Nord- und Westwand von 1647. | 35632922 | Weitere Bilder |
| Hauptstraße 45 53° 7′ 46″ N, 7° 59′ 3″ O | Friedhof    | Alter Friedhof Edewecht mit Einfriedung und älteren Grabsteinen. | 35632974 | Weitere Bilder |
| Hauptstraße 45 53° 7′ 45″ N, 7° 59′ 4″ O | Glockenturm | Hölzerner, vollständig verbretterter Glockenturm; im Krieg zerstört und um 1950 rekonstruiert. | 35632948 | Weitere Bilder |

### Gruppe: Hauptstraße 39
Die Gruppe hat die ID 35625752. Großzügige Anlage aus giebelständigem Wohnhaus, nördlich firstparallel angebaute Scheune und Wagenschauer sowie südlich freistehender Speicher in gärtnerisch gestalteter Anlage mit zum Teil botanisch interessanten Gehölzen.

| Lage                                     | Bezeichnung | Beschreibung | ID       | Bild |
| ---------------------------------------- | ----------- | --- | -------- | ---- |
| Hauptstraße 39 53° 7′ 54″ N, 7° 59′ 8″ O | Wohnhaus    | Eineinhalbgeschossiger Ziegelbau unter giebelständigem Satteldach, Fassade mit reichem Stuckdekor, 1899                                            | 35632792 | BW   |
| Hauptstraße 39 53° 7′ 54″ N, 7° 59′ 7″ O | Scheune     | Ziegelbau unter Satteldach, Giebel mit Lisenengliederung, um 1900 errichtet.                                                                       | 35632818 | BW   |
| Hauptstraße 39 53° 7′ 55″ N, 7° 59′ 9″ O | Remise      | Langgestreckter Ziegelbau, Anfang 20. Jh. | 35632870 | BW   |
| Hauptstraße 39 53° 7′ 53″ N, 7° 59′ 8″ O | Speicher    | Fachwerk-Wandständerbau in Hochrähmgefüge mit durchgezapften Ankerbalken, Kopfbänder zum Rähm. Giebel mit Knaggenvorkragung, wohl noch aus 17. Jh. | 35632844 | BW   |

### Gruppe: Viehdamm 61
Die Gruppe hat die ID 35625683. Neobarocke Villa mit einem nordöstlich angebauten Wirtschaftsteil auf einem parkähnlichen Gartengrundstück.

| Lage                                  | Bezeichnung | Beschreibung | ID       | Bild |
| ------------------------------------- | ----------- | --- | -------- | ---- |
| Viehdamm 61 53° 8′ 54″ N, 8° 0′ 10″ O | Villa       | Eingeschossiger Putzbau unter hohem Mansarddach, an Gartenseite Mittelrisalit, im EG halbrunder Erker mit Austritt. An Nordostecke eingeschossiger Wirtschaftstrakt mit Remise unter Satteldach. Erbaut 1913. | 35633558 | BW   |
| Viehdamm 61 53° 8′ 55″ N, 8° 0′ 9″ O  | Garten      | Garten mit alten Baumbestand und alten Rhododendren umgibt Villa und wird im Süden vom Portloger Wasserzug begrenzt. Von Westen führt Zufahrt mit begleitender Birkenallee und Buchenhecken axial zur Villa.  | 35633583 | BW   |

### Einzelbaudenkmale
| Lage                                           | Bezeichnung               | Beschreibung | ID       | Bild |
| ---------------------------------------------- | ------------------------- | --- | -------- | ---- |
| Deyehof 42 53° 7′ 8″ N, 7° 59′ 1″ O            | Wohn-/ Wirtschaftsgebäude | Wohnhaus (gegliederter Ziegelbau unter Satteldach mit bauzeitlichem Raumgefüge und wandfester Innenausstattung um 1893) durch Zwischentrakt mit Durchfahrtsscheune (Gulfkonstruktion, Ziegel, um 1900) verbunden. | 41781143 | BW   |
| Hauptstraße 41 53° 7′ 50″ N, 7° 59′ 7″ O       | Wohn-/ Geschäftshaus      | Eineinhalbgeschossiger Putzbau unter traufständigem Satteldach. Elfachsige Fassade mit zweigeschossigem, dreiachsigem Risalit. Die beiden Fenster der linken Achsen zusammengefasst mit gusseiserner Mittelsäule. Gliederung durch umlaufendes Gesims und profilierte Fensterrahmungen. Um 1900 errichtet.                                                                           | 35632896 |      |
| Hauptstraße 83 53° 7′ 25″ N, 7° 58′ 43″ O      | Oelliens Bergfried        | Eingeschossiger Fachwerkbau mit gemauertem Keller unter Sattel. Wandständerbau in Hochrähmgefüge mit durchgezapften Ankerbalken, Kopf- und Fußbandversteifung. Gefache mit Ziegeln in unterschiedlichen Zierverbänden ausgefacht. Vorkragendes Giebeldreieck an Ostseite mit Knaggen. 1582(d) datiert.                                                                               | 35633059 | BW   |
| Im Gewerbepark 14 53° 7′ 12″ N, 8° 0′ 32″ O    | Wohn-/ Wirtschaftsgebäude | Zweiständerbau. Außenwände in Ziegelmauerwerk mit Lisenen und Gesimsen. Um 1900 errichtet. | 35633400 | BW   |
| Oldenburger Straße 3 53° 7′ 37″ N, 7° 59′ 7″ O | Landhaus Dr. Schröder     | Zweigeschossiger Klinkerbau unter Walmdach. An Ostseite eingeschossige Anbauten mit flachen Dächern. Bis auf schmales Gesims ungegliederter Bau, an Fassade Eingang in portikusähnlichen Vorbau mit Lisenengliederung und gebälkartigem Gesims. 1935 nach Entwürfen von Kurt Boschen errichtet. Raumstrukturen, wandfeste Innenausstattung und architektonische Baudetails erhalten. | 44487138 | BW   |

## Husbäke

### Gruppe: Schule
Die Gruppe hat die ID 35625717. Die Schule bildet im Norden den Abschluss einer Dreiseitanlage. Links davon  Lehrerwohnhaus und rechts Wohngebäude. Alle Gebäude in massiver Klinkerbauweise mit Krüppelwalmdächern errichtet. 11-achsiger Schulbau an Traufseite durch fünfachsigen Mittelrisalit ebenfalls unter einem Krüppelwalmdach betont.

| Lage                                           | Bezeichnung | Beschreibung | ID       | Bild |
| ---------------------------------------------- | ----------- | --- | -------- | ---- |
| Küstenkanalstraße 45 53° 5′ 15″ N, 8° 0′ 25″ O | Schule      | Eingeschossiger Klinkerbau auf Sockel mit Mittelrisalit unter Krüppelwalmdach. Sparsame Gliederung durch Gesimse. Um 1935 errichtet. | 35633245 |      |
| Küstenkanalstraße 43 53° 5′ 15″ N, 8° 0′ 25″ O | Wohnhaus    | Eingeschossiger Klinkerbau unter Krüppelwalmdach mit sparsamer Gesimsgliederung. Um 1935 errichtet.                                  | 35633269 |      |

## Jeddeloh I

### Gruppe: Schlosserei
Die Gruppe hat die ID 35625769. Repräsentatives Wohnhaus mit rückwärtig angebauter Werkstatt. Auf ehemaligen Mühlengrundstück gründete Gerhard Bünting 1902 eine Maschinenwerkstatt, Wohnhaus und Werkstattgebäude neu errichtet.

| Lage                                        | Bezeichnung | Beschreibung                                                                                          | ID       | Bild |
| ------------------------------------------- | ----------- | --- | -------- | ---- |
| Jeddeloher Damm 33 53° 7′ 19″ N, 8° 2′ 1″ O | Wohnhaus    | Eineinhalbgeschossiger Putzbau, Baudekor in Form von Gesimsen und Fensterumrandungen. 1902 errichtet. | 35633294 |      |
| Jeddeloher Damm 33 53° 7′ 17″ N, 8° 2′ 1″ O | Werkstatt   | Mehrflügeliger Ziegelbau mit Gesims- und Lisenengliederung. Ende des 19. Jahrhunderts errichtet       | 35633319 |      |

## Kleefeld

### Gruppe: Alpenrosenstr.
Die Gruppe hat die ID 35625700. Etwas abseits der Straße liegende Anlage mit Eichenallee als Zufahrt. Traufständiges Wohn-/ Wirtschaftsgebäude, rechts von Scheune in Fachwerk flankiert.

| Lage                                          | Bezeichnung               | Beschreibung                                                                       | ID       | Bild |
| --------------------------------------------- | ------------------------- | ---------------------------------------------------------------------------------- | -------- | ---- |
| Alpenrosenstraße 11 53° 8′ 14″ N, 8° 2′ 52″ O | Wohn-/ Wirtschaftsgebäude | Zweiständer in Fachwerkbauweise, Giebel abgewalmt, in 2. Hälfte 19. Jh. errichtet. | 5633427  | BW   |
| Alpenrosenstraße 11 53° 8′ 15″ N, 8° 2′ 51″ O | Scheune                   | Fachwerkscheune                                                                    | 35633454 | BW   |
| Alpenrosenstraße 11 53° 8′ 15″ N, 8° 2′ 48″ O | Allee                     |                                                                                    | 35633987 |      |

### Einzelbaudenkmale
| Lage                                          | Bezeichnung               | Beschreibung                                                                                      | ID       | Bild |
| --------------------------------------------- | ------------------------- | ------------------------------------------------------------------------------------------------- | -------- | ---- |
| Portsloger Damm 9 a 53° 8′ 41″ N, 8° 3′ 43″ O | Wohn-/ Wirtschaftsgebäude | Zweiständerbau mit Außenwänden in Fachwerkkonstruktion. In zweiter Hälfte 19. Jh. errichtet.      | 35633505 | BW   |
| Schoolstraat 5 53° 7′ 57″ N, 8° 3′ 53″ O      | Wohn-/ Wirtschaftsgebäude | Auf Hauspodest gelegener Zweiständer-Fachwerkbau mit abgewalmten Giebeln. Ende 19. Jh. errichtet. | 35633532 | BW   |

## Sandberg jenseits der Vehne

### Gruppe: Ludwigsenweg
Die Gruppe hat die ID 39918571. Hofanlage mit Hallenhaus aus 19. Jh. und zwei firstparallel stehenden Nebengebäuden.

| Lage                                     | Bezeichnung               | Beschreibung | ID       | Bild |
| ---------------------------------------- | ------------------------- | --- | -------- | ---- |
| Ludwigsenweg 1 53° 6′ 25″ N, 8° 1′ 57″ O | Wohn-/ Wirtschaftsgebäude | Zweiständer-Fachwerkbau unter Krüppelwalmdach, Außenwände Anfang 20. Jh. massiv ersetzt. Innengerüst (Kammerfach, Flett, Schwerwand, Ständerwerk) vollständig erhalten.      | 39918584 | BW   |
| Ludwigsenweg 1 53° 6′ 25″ N, 8° 1′ 55″ O | Scheune                   | Querdurchfahrtsscheune. Fachwerkbau mit Ziegelausfachung unter Walmdach. Ursprünglich mit Staken in oberen Gefachen; Balkenlage als Stegverbindung ausgelegt.                | 39918618 | BW   |
| Ludwigsenweg 1 53° 6′ 25″ N, 8° 1′ 57″ O | Stallgebäude              | Massiver Ziegelbau unter Satteldach, fistparallel zum Haupthaus ausgerichtet. Seitlich an Traufwand Backofen. Erbaut wohl um 1920 als Schweinestall mit seitlichem Backofen. | 39918633 | BW   |

## Außerhalb

### Einzelbaudenkmale
| Lage                                                               | Bezeichnung                 | Beschreibung | ID       | Bild           |
| ------------------------------------------------------------------ | --------------------------- | --- | -------- | -------------- |
| (Friedrichsfehn) Fuhrkenscher Grenzweg 14 53° 8′ 5″ N, 8° 4′ 54″ O | Hallenhaus (Kolonistenhaus) | Zweiständerbau in Unterrähmgefüge unter Halbwalmdach. Außenwände in Fachwerk. Um 1900 errichtet. | 35633478 | BW             |
| (Friedrichsfehn) Dorfstraße 53 53° 6′ 37″ N, 8° 5′ 30″ O           | Wohn-/ Wirtschaftsgebäude   | Hallenhaus unter giebelständigem Krüppelwalmdach, Zweiständerbau mit Wirtschaftsteil und Kammerfach. Erbaut 2. Hälfte 19. Jh., Innengerüst älter. | 35632768 | BW             |
| (Holtange) Hausmannstraße 2 53° 7′ 30″ N, 7° 54′ 54″ O             | Mühle                       | Wallholländer mit Steert, Achtkant verputzt mit ziegelsichtigen Ecklisenen. 1888 errichtet. | 35633606 | Weitere Bilder |
| (Holtange) Jenseits der Aue 10 53° 7′ 10″ N, 7° 55′ 12″ O          | Wohn-/ Wirtschaftsgebäude   | Hallenhaus | 35633218 | BW             |
| (Westerscheps) Westerschepser Straße 18 53° 7′ 53″ N, 7° 53′ 6″ O  | Mühle                       | Zweigeschossiger Galerieholländer mit Steert. Oktogonalem Unterbau in Ziegelbauweise, Achtkant reetgedeckt. 1830 errichtet. | 35633632 |                |
| (Westerscheps) Westerschepser Straße 22 53° 7′ 59″ N, 7° 52′ 54″ O | Wohn-/ Wirtschaftsgebäude   | Zweiständerbau unter giebelständigem Krüppelwalmdach. Außenwände in Fachwerkbauweise. | 35633917 | BW             |
| (Westerscheps) Westerschepser Straße 39 53° 7′ 50″ N, 7° 53′ 34″ O | Schmiede                    | Eingeschossiger Ziegelbau unter traufständigem Satteldach. Straßenseitig vier Holzblockrahmen-Fenstern, daneben zweiflügeliges Holztor; Werkstatteinrichtung erhalten. In 2. Hälfte 19. Jh. errichtet. Kopflinden.                                                    | 35633658 | BW             |
| (Wittenberge) Wittenberger Straße 14 53° 8′ 52″ N, 7° 51′ 59″ O    | Tollhus up´n Wurnbarg       | Hallenhaus aus Mitte 18. Jh. in unmittelbarer Umgebung zum Rammberg. Fachwerkbau unter Walmdach mit Vorschauern. Inventar erhalten. | 35633684 | BW             |
| Küstenkanalstraße 53° 5′ 23″ N, 8° 3′ 21″ O                        | Brücke                      | Bogenbrücke 1954 über Küstenkanal errichtet. Sog. „Langerschen Balken“, bei diesem Konstruktionsprinzip hängt untenliegende Balken mit Stäben am Bogen. Kanalbrücke in Jeddeloh II stellt somit Besonderheit in der technischen Entwicklung der Brückentragwerke dar. | 35633344 | BW             |